# Franken-Center
Das Franken-Center ist ein großes Einkaufszentrum im Nürnberger Stadtteil Langwasser. Früher hieß es Frankenzentrum bzw. Frankeneinkaufszentrum, kurz FEZ.

## Geschichte
Das Franken-Center wurde am 23. Oktober 1969 eröffnet. Es war das erste große Einkaufszentrum der ECE Projektmanagement GmbH, die von Anfang an auch der Betreiber des Centers war. Zunächst war es als zentrales Versorgungszentrum des im Aufbau befindlichen Stadtteils Langwasser geplant. Im gesamten Einzugsgebiet leben etwa 946.800 Menschen. 1979 wurde das Zentrum erstmals erheblich erweitert, später folgten noch kleinere Baumaßnahmen. Anfang der 1990er Jahre wurde es generalsaniert.

## Beschreibung
Die Verkaufsfläche des Einkaufszentrums beträgt etwa 40.000 m² mit über hundert Fachgeschäften, Dienstleistungen und gastronomischen Betrieben. Der Branchenmix wird dominiert von Textil- und Hartwaren, ein großer Teil der Fläche wird von einem Warenhaus eingenommen.